# Fernão Anes Gundiães
Fernão Anes Gundiães (1210 -?) foi um Rico-homem do Reino de Portugal tendo sido senhor de Gondiães, freguesia portuguesa do concelho de Vila Verde, distrito de Braga.

## Relações familiares
Foi pai de Maria Fernandes de Lima (1230 -?) casada em 1260 com D. Pedro Pais de Ambia (1230 -?), senhor de Lobios filho de D. Paio Anes de Ambia (1210 -?) e de Maria Rodrigues da Baião (c. 1210 -?). 